# Tesoro (Brunetto Latini)
Il Tesoro (Livres dou Tresor) è un trattato enciclopedico in francese antico del fiorentino Brunetto Latini, scrittore, poeta, politico e notaio italiano, maestro e amico di Dante Alighieri.
L'opera è oggi indicata anche come gran Tesoro per distinguerla da un'altra opera di Latini, il Tesoretto in volgare italiano, anch'essa denominata Tesoro.

## Storia
«Accanto a una prosa latina, esiste anche, in quel tempo, una prosa francese, scritta da italiani», come i Viaggi di Marco Polo di Rustichello da Pisa, il breve libro Quatre temps de l'âge de l'homme di Filippo di Novara e il Trésor di Brunetto Latini.
Quest'opera fu scritta durante l'esilio di Latini in Francia (1260-1267), ed è scritta in lingua d'oïl. Nel prologo si afferma: "la parleure est plus delitable et plus comune a touz languaiges" ("è la parlata più dilettevole e più comune tra tutte le lingue").
L'opera, della quale Alfonso D'Agostino ha segnalato ottantacinque testimoni manoscritti (61 completi, 11 incompleti, 13 frammentari), consta di tre libri e risulta la prima enciclopedia volgare in senso proprio.. Altri testimoni sono stati segnalati in seguito da Paolo Squillacioti, Paolo Divizia e Marco Giola.

## Descrizione

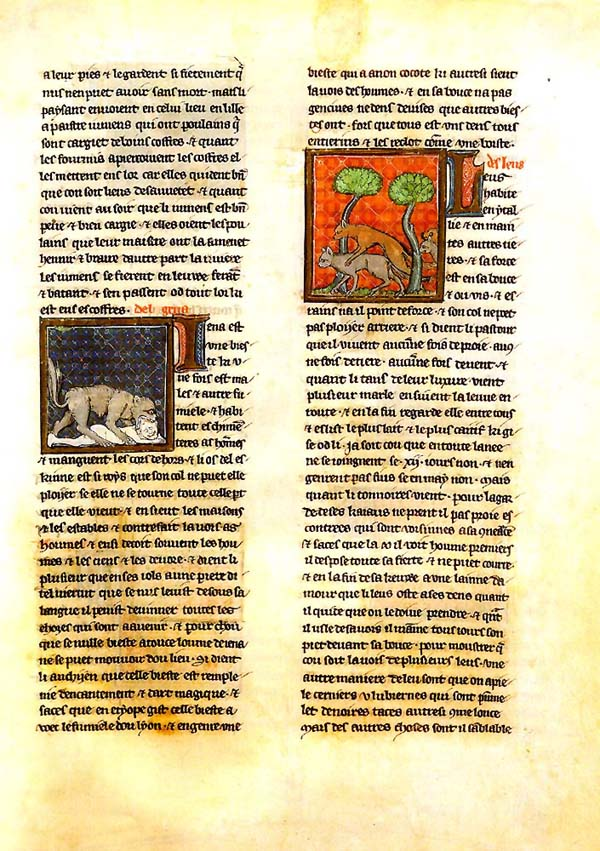
Immagini di arabeschi ed animali nel Libro del Tesoro.

Dei tre libri, il primo tratta "de la naissance de toutes choses" (la nascita di tutte le cose). Tra gli argomenti affrontati vi sono un'ampia storia universale, dalle vicende dell'Antico e del Nuovo Testamento alla battaglia di Montaperti, elementi di medicina, fisica, astronomia, geografia, e architettura, ed un bestiario. Si trova, in questo libro, una delle menzioni più antiche che conosciamo di una bussola.
Nel secondo libro si tratta dei vizi e delle virtù, attingendo sostanzialmente dall'Etica Nicomachea, utile nel fornire una guida ai mercanti.
Il terzo libro riguarda principalmente la retorica e la politica. Brunetto utilizza come fonti principali Aristotele, Platone, Senofane, Vegezio e Cicerone. Tratta dell'arte di governare che secondo l'autore era la più importante e nobile di tutte le scienze.
Il manoscritto è composto da 298 pagine e 155 miniature e rilegato in pelle marrone con motivi sotto forma di mosaici.
I margini di 18 fogli sono pieni di numerosi arabeschi e costituiscono una delle serie più evolute ed antiche di questo genere nella storia della miniatura europea.
Le illustrazioni della storia naturale usano schemi tradizionali che ricordano i bestiari della tradizione romanica.
I settori interni sono ordinati in parte secondo l'ordine alfabetico, in parte secondo i "criteri di dignità". L'opera riprende tratti del passato, come il suo carattere compilatorio e per il quadro teologico in cui l'opera è inscritta, ma presenta anche delle novità, come l'uso del volgare, e la presenza di fonti moderne, come alcuni atti del comune di Siena.

## Altre edizioni
A Bono Giamboni, di poco più giovane di Brunetto, era un tempo attribuita una traduzione dell'opera in volgare italiano che ebbe una vasta diffusione manoscritta, ma Cesare Segre ha smentito la paternità giamboniana della traduzione (Prosa del Duecento).
Il manoscritto originale si può osservare nella Biblioteca Nazionale di Russia, con sede a San Pietroburgo.
Nel 1999 la casa editrice spagnola M.Molerio Editor pubblica la prima ed unica riproduzione facsimile, in un'edizione limitata a 987 copie, accompagnate da un volume di studio a carico di L.I. Kisseleva (Biblioteca Nazionale di Russia, San Petersburgo), I.P. Mokretsova (Istituto Statale d'Investigazioni per la Restaurazione (GosNIIR)), W.B. Clark (Marlboro College), I.P. Mokretsova, G.Z. Bykova y V.N. Kiréyeva (Istituto Statal d'Investigazioni per la Restaurazione (GosNIIR)).